# Allegras Freunde
Allegras Freunde ist eine, von Nickelodeon produzierte, Vorschulsendung, in der ein kleines Puppenmädchen die Welt erkundet.
Sie und ihr großer Bruder Rondo, ihre beste Freundin Lindy und ein blauer Kater namens Riff lernen die Welt kennen und helfen ihren Nachbarsfreunden bei Problemen etc.
In dieser Sendung werden viele Lieder gesungen. Ab und zu sieht man ein Saxofon und eine Violine, die sprechen können.
Immer wenn das Saxofon ein Jazz Lied hören möchte, dann spielt die Violine eines vor.